# Hobit: Neočekivano putovanje (2012.)
Hobit: Neočekivano putovanje (eng. The Hobbit: An Unexpected Journey) je epska fantazija iz 2012. godine koju je režirao Peter Jackson. To je prvi dio filmske trilogije koja je snimljena prema romanu Hobit iz 1937. godine autora J. R. R. Tolkiena. Druga dva filmska nastavka zvat će se The Desolation of Smaug i There and Back Again, a koji će u kino distribuciju krenuti 2013. i 2014. godine. Premda su filmovi snimljeni prema romanu Hobit, sama radnja istih proširena je i na Tolkienove kasnije radove, posebno priču The Quest of Erebor koja je postumno objavljena u sklopu knjige Nedovršene pripovijesti. 
Smještena u Međuzemlje šezdeset godina prije događaja iz Gospodara prstenova, priča filma vrti se oko hobita Bilba Bagginsa (Martin Freeman) kojeg čarobnjak Gandalf (Ian McKellen) pozove u avanturu kroz Međuzemlje skupa s trinaest patuljaka predvođenih Thorinom Oakenshieldom (Richard Armitage) kako bi povratili svoju Usamljenu Goru u kojoj se trenutno nalazi zmaj Smaug. Film je svoju premijeru imao na Novom Zelandu 28. studenog 2012. godine, a u službenu kino distribuciju krenuo je 13. prosinca uz pomiješane filmske kritike.
Scenarij za film napisao je Peter Jackson skupa sa svojim dugogodišnjim suradnicima Fran Walsh i Philippom Boyens te Guilleromom del Torom koji je prvotno trebao režirati film prije napuštanja projekta 2010. godine. 

## Radnja
Za svoj 111. rođendan, hobit Bilbo Baggins odluči za svog nećaka Froda napisati kompletnu priču o avanturi koju je doživio prije 60 godina. Bilbo piše o tome kako je, prije svog vlastitog uplitanja, patuljak Thror postao kralj Erebora i svojim žiteljima doveo eru prosperiteta sve do pojave zmaja Smauga. Privučen količinom zlata koje su Patuljci posjedovali, Smaug je uništio grad Dale prije nego što je istjerao Patuljke iz Erebora. Throrov unuk, Thorin, u trenutku bitke vidio je kralja Thranduila i njegove šumske vilenjake na obližnjem brdu koji su odlučili ne upustiti se u sukob i pomoći Patuljcima već jednostavno otići. 
Nakon toga, čarobnjak Gandalf prevari Bilba koji nevoljko ugosti Thorina i njegovu družinu Patuljaka. Kažu mu da im treba "provalnik" koji će ukrasti blago od Smauga. Bilbo se nevoljko pridružuje družini koja je krenula na putovanje do Usamljene Gore. Uskoro ih uhvate planinski trolovi, ali Bilbo uspije nasamariti trolove i odugovlačiti njihov plan konzumiranja Patuljaka sve do zore kada dolazi Gandalf i izloži trolove sunčevoj svjetlosti nakon čega se oni pretvore u kamen. Uskoro svi zajedno pretražuju pećine trolova i pronalaze blago i vilenjačke bodeže. Thorin i Gandalf uzmu svaki za sebe po jedan vilenjački bodež, a uskoro i Bilbo dobije svoj.
Uskoro se grupa susretne s čarobnjakom Radagastom Smeđim koji živi u Greenwoodu. On im govori o čudnovatoj pojavi kojoj je svjedočio kod Dol Guldura i koja polako truje šumu. Nakon toga družinu počnu progoniti Orci na Varzima, a Radagast pokuša prikriti njihov bijeg. Gandalf ih predvodi kroz kameni prolaz do Rivendella dok Varge i Orke na površini zemlje pobiju vilenjaci na konjima. Elrond čita mapu koju su donijeli sa sobom i otkriva tajna vrata koja će biti vidljiva samo za vrijeme Durin Dana. Gandalf razgovara s vijećem - Elrondom, Galadriel i Sarumanom Bijelim - oko svoje umiješanosti u priču s Patuljcima objašnjavajući pojavu na koju je Radagast naišao i izražavajući svoju sumnju da je nekroman zapravo mračni lord Sauron. Ostali su skeptični vjerujući da je Sauron zauvijek poražen i da nekroman ne predstavlja pravu prijetnju.
Protivno željama Vijeća, Gandalf pošalje Bilba i Patuljke do Zamagljenih Planina. Prolazeći kroz Planine, Bilba i Patuljke uhvate Goblini i odvode do Velikog Goblina. Bilbo se odvaja od Patuljaka i susreće Golluma kojem, u trenutku dok ubija ošamućenog Goblina kako bi se najeo, slučajno ispadne misteriozni prsten. Uzevši prsten i stavivši ga u svoj džep, Bilbo se uskoro nađe oči-u-oči s Gollumom. Oni zaigraju igru zagonetki u kojoj se oklade da će Gollum pojesti Bilba ako ovaj izgubi ili da će mu pokazati izlaz iz planina u slučaju da Bilbo bude bolji. Nakon što Bilbo pobijedi u igri pitanjem što mu se nalazi u džepu, Gollum shvaća da mu je Bilbo ukrao prsten i napada ga. U tom trenutku Bilbo otkriva da mu prsten omogućuje nevidljivost pa izbjegava gnjevnog Golluma prije nego što ga počne slijediti do izlaza iz planina.
U međuvremenu Veliki Goblin otkriva Patuljcima da je Azog, vođa Orka koji je ubio Throra i ostao bez ruke u borbi protiv Thorina u Moriji, postavio nagradu za Thorinovu glavu. Ipak, u posljednji čas dolazi Gandalf i spašava Patuljke od Goblina, ubivši Velikog Goblina tijekom njihovog bijega. Još uvijek nevidljiv, Bilbo se sažali nad Gollumom pa ga odluči ne ubiti te pobjegne skupa s ostatkom družine. Pridružuje se Patuljcima ne otkrivajući im da je pronašao prsten. Trenutak trijumfa prekinut je kada upadnu u Azogovu zamku koji ih skupa s ostalim Orcima tjera prema litici. Patuljci se skupa s Bilbom i Gandalfom popnu na drveće, ali ih Varzi ubrzo počnu rušiti. Thorin u tom trenutku napada Azoga koji ga, čini se, pobjeđuje. Prije nego što Thorinu odrubi glavu, Bilbo napada Azoga, a kompletnu družinu uskoro spašavaju orlovi koji ih ponesu do sigurnosti u Carrock. Gandalf oživljava onesviještenog Thorina te svi skupa gledaju u daljinu prema Usamljenoj Gori gdje se Smaug upravo probudio. 

## Vanjske poveznice
- Hobit: Neočekivano putovanje u internetskoj bazi filmova IMDb-a
- Hobit: Neočekivano putovanje na Rotten Tomatoes
- Hobit: Neočekivano putovanje na Box Office Mojo